# Gedenkzuil H.J. van Heek
De gedenkzuil H.J. van Heek is een 19e-eeuws monument in het Volkspark in Enschede.

## Achtergrond
Het Volkspark kon worden ingericht dankzij een legaat van textielfabrikant Hendrik Jan van Heek (1814-1872). Op zaterdag 2 mei 1874 werd het park feestelijk in gebruik genomen, in aanwezigheid van commissaris der koningin Van Limburg Stirum. Het monument werd door de bevolking van Enschede en Lonneker opgericht ter nagedachtenis aan Van Heek en is te vinden in de noordoosthoek van het park.
Van Heeks broer Gerrit Jan (1837-1915) was de stichter van het G.J. van Heekpark, waar in 1922 een gedenknaald werd opgericht.

## Beschrijving
Het zandstenen monument, in neorenaissance stijl, heeft een sokkel in de vorm van een driepas. Erboven staat een pijler, waarop in cartouches aan elk van de drie zijden de volgende tekst aangebracht: "Aan den nagedachtenis van den Stichter van het Volkspark", "Den Heer Hendrik Jan van Heek uit dankbaarheid gewyd", "door de ingezetenen van Enschede en Lonneker 2 mei 1874". Boven de pijler staat een zuil met guirlandes versierd basement, met daarop in banderols de woorden "Onderwys", "Beschaving" en "Volkswelvaart". De zuil wordt bekroond door een zittende leeuw die het wapen van Enschede vasthoudt.

## Waardering
Het gedenkteken werd in 1999 als rijksmonument opgenomen in het Monumentenregister, het is van "cultuur-, architectuurhistorisch en stedebouwkundig belang vanwege:

- de herinnering aan H.J. van Heek, de stichter van het Volkspark, een van de eerste volksparken in Nederland

- de kwaliteit van het ontwerp en de uitvoering van het beeldhouwwerk

- de situering in het Volkspark."

## Foto's

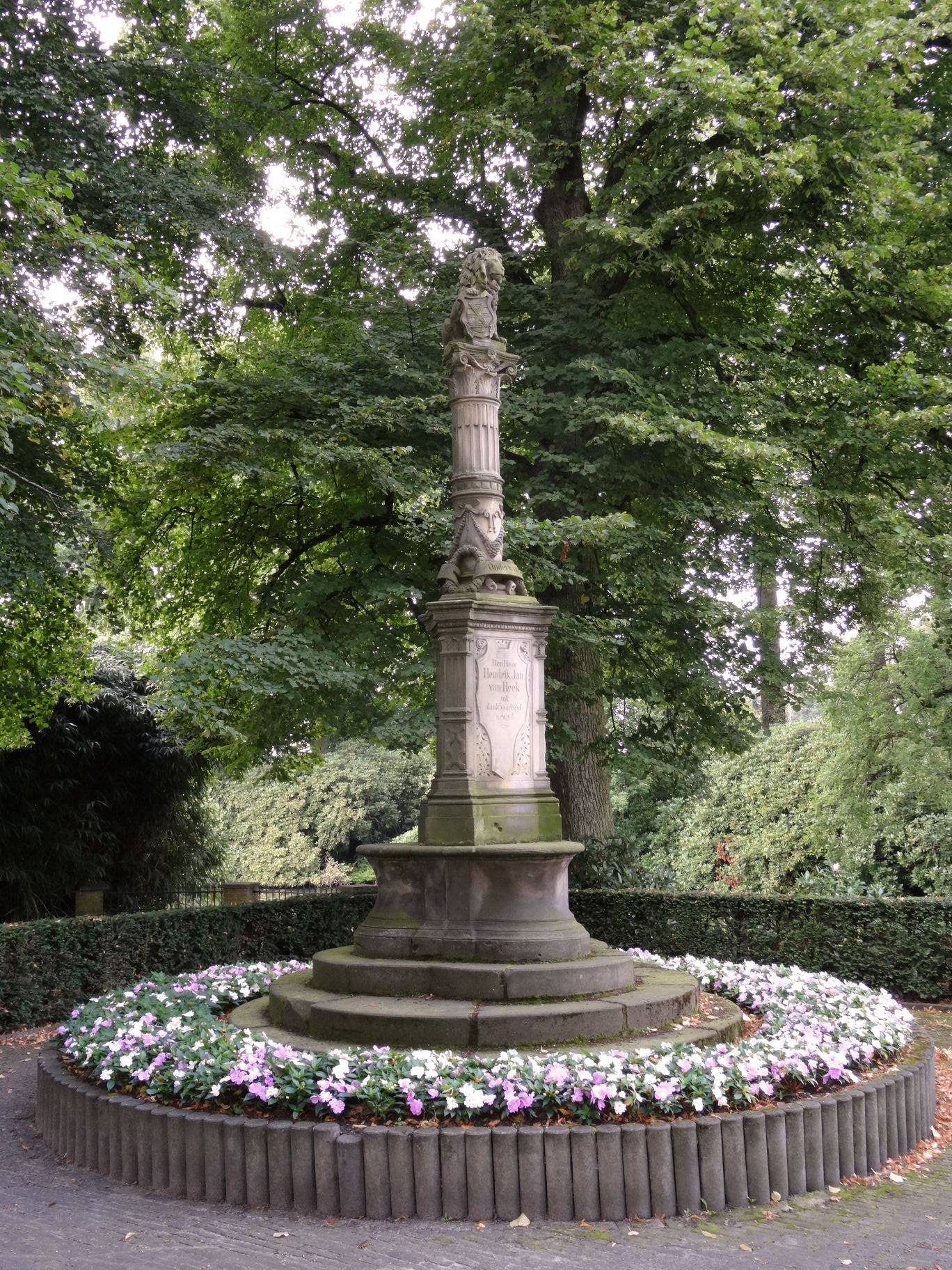
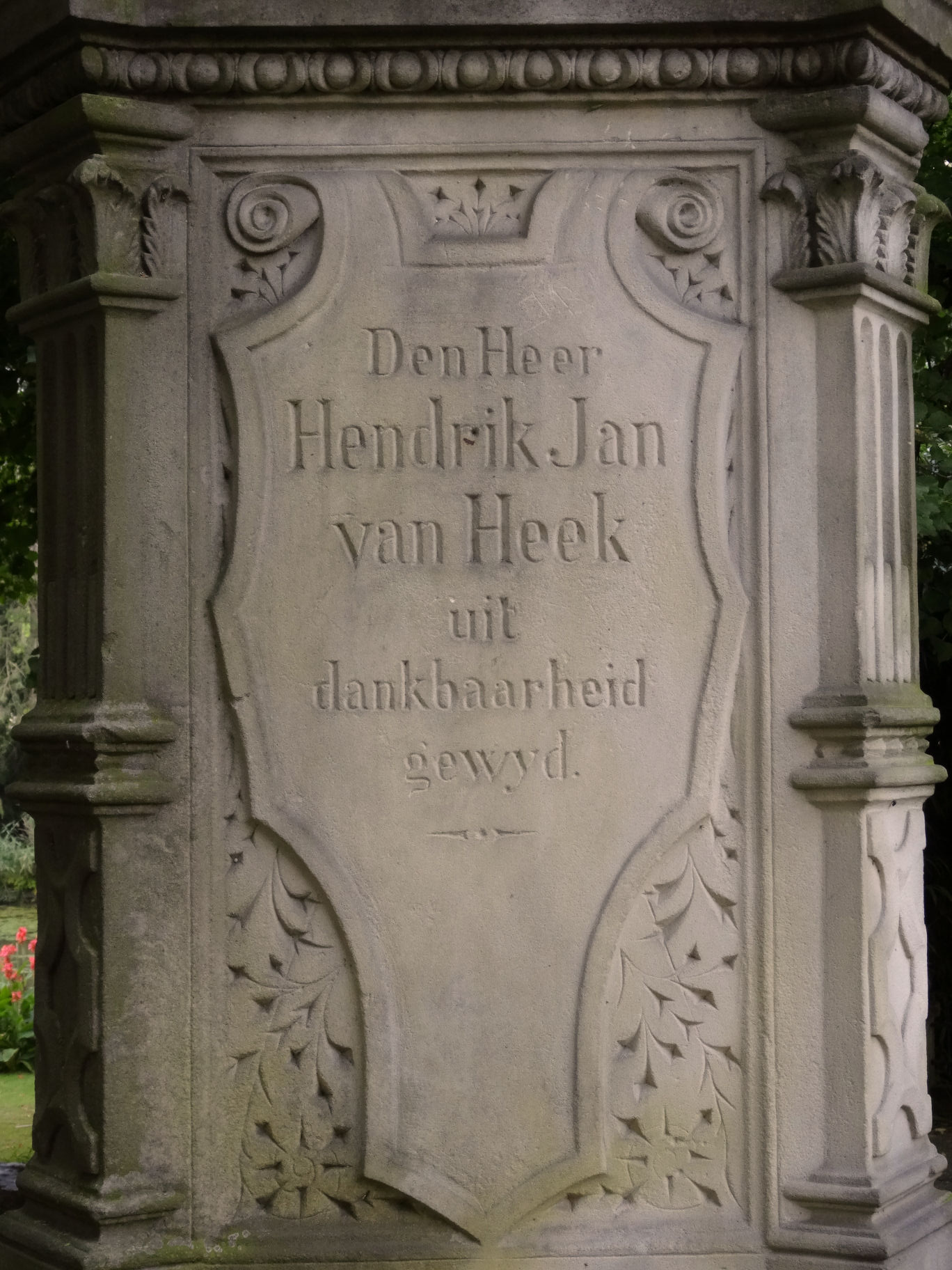
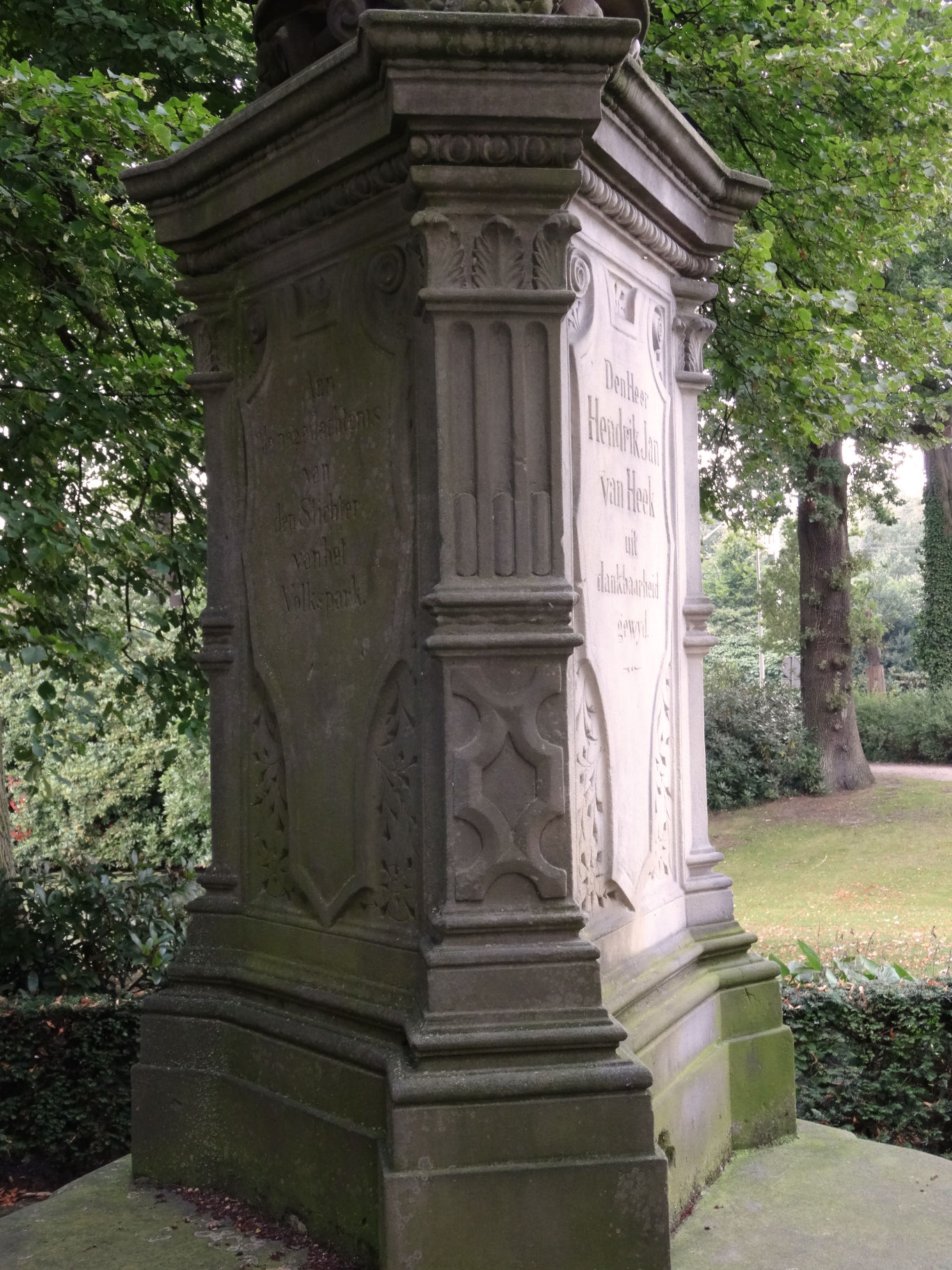
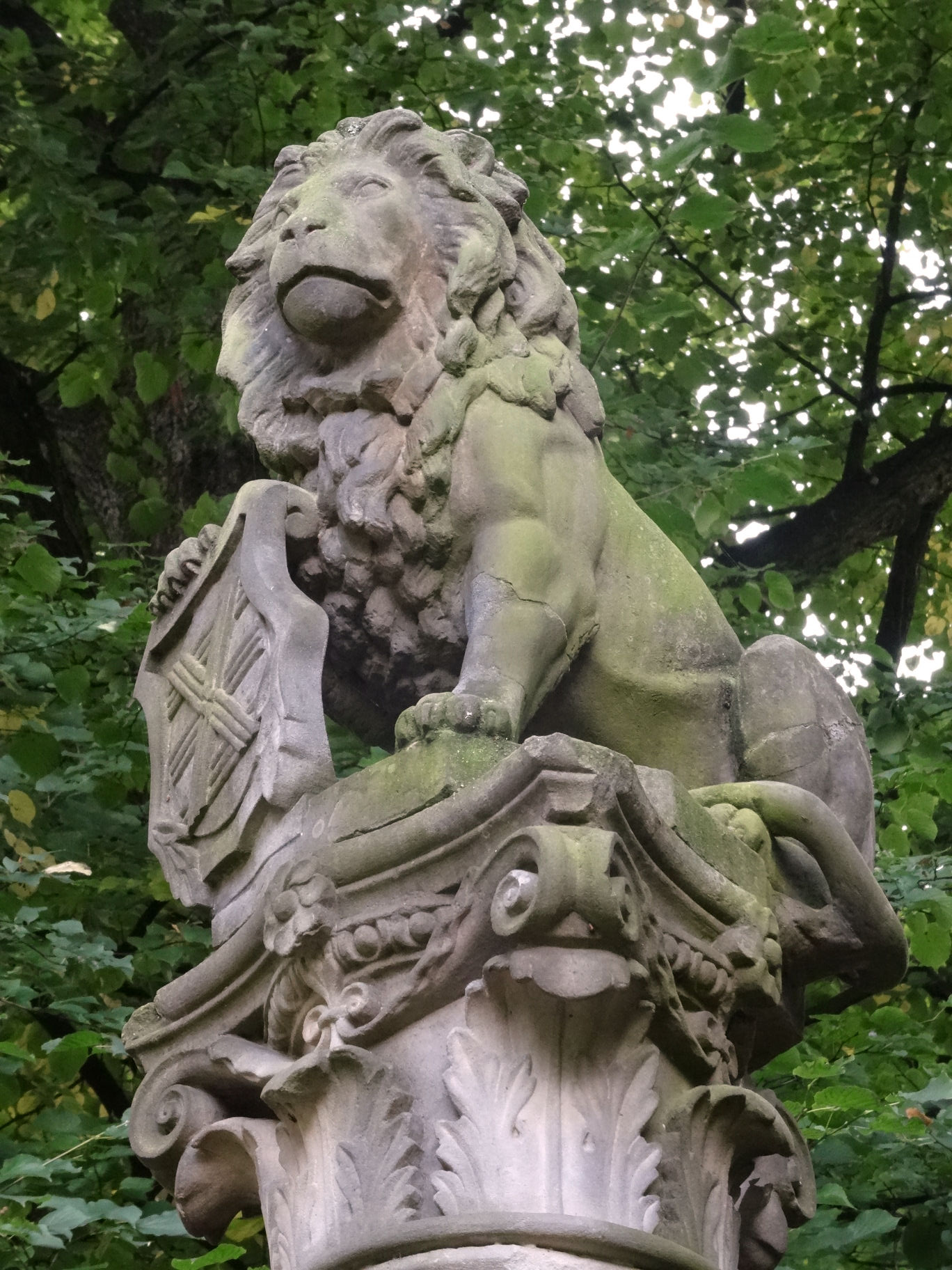
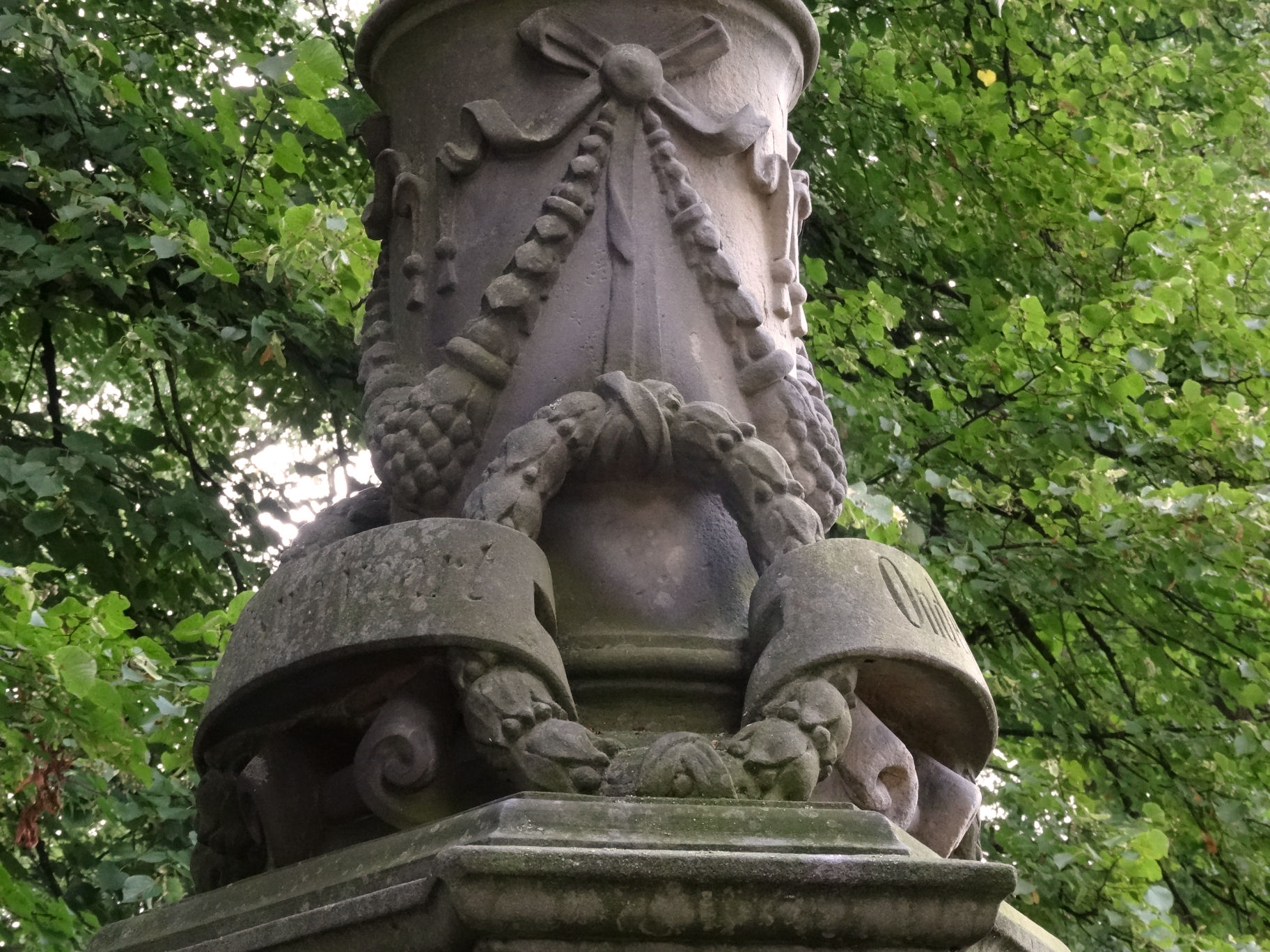